# Conophyma ikonnikovi
Conophyma ikonnikovi är en insektsart som beskrevs av Boris Petrovich Uvarov 1925. Conophyma ikonnikovi ingår i släktet Conophyma och familjen Dericorythidae. Inga underarter finns listade i Catalogue of Life.